# Himantocladium plumula
Himantocladium plumula là một loài Rêu trong họ Neckeraceae. Loài này được (Nees) M. Fleisch. miêu tả khoa học đầu tiên năm 1908.